# Minden, Nevada
Minden är administrativ huvudort i Douglas County i Nevada. Orten har fått sitt namn efter den tyska staden Minden. Enligt 2010 års folkräkning hade Minden 3 001 invånare.